# ساد هاوس رنچ
ساد هاوس رنچ (به انگلیسی: Sod House Ranch) یک بافت تاریخی و مزرعه (محل) در ایالات متحده آمریکا است که در شهرستان هارنی، اورگن واقع شده‌است.